# Chromatonema rubra
Chromatonema rubra är en nässeldjursart som beskrevs av Fewkes 1882. Chromatonema rubra ingår i släktet Chromatonema och familjen Tiarannidae. Inga underarter finns listade i Catalogue of Life.